# ヒューネックス
ヒューネックス株式会社（HuneX）は、家庭用テレビゲームの開発を手がけているゲーム会社。設立は1992年。

## 概要
NECホームエレクトロニクスとヒューマンのゲームソフト開発子会社として設立、初期はPCエンジン作品の開発を行なっていた。設立当時の出資比率はヒューマンが51%、NECホームエレクトロニクスが49%。設立時の従業員数は20名。会社の所在地はヒューマンと同じビルに置かれており、社長もヒューマン社長の鈴木長四郎が兼任していた。
PC-FXで発表した『ブルーブレイカー 〜剣よりも微笑みを〜』、『ファイアーウーマン纏組』、『ファーストKiss☆物語』から人気ギャルゲーメーカーとして人気を不動のものとしたが、『夏色Celebration』以降ヒット作がなくゲーム移植が主になる。その後ディースリー・パブリッシャーより発売の廉価ソフト『SIMPLEシリーズ』の開発元としてバーチャルアイドル『双葉理保』を登場させ、『乙女的恋革命★ラブレボ!!』、『硝子の森』など乙女ゲームメーカーとして知名度を上げている。
ゲーム作品の移植を行っており、『ぽっぷるメイル』、『Piaキャロットへようこそ!!』の初期作品から最近のオーガスト、戯画、ねこねこソフト、minori、Studio e.go!ブランドのソフトの移植ではPCゲームよりも快適なプレイ環境を提供している。
リリースは自社ブランドではなくアルケミスト、ディースリー・パブリッシャーなど別ブランドでの発表が9割以上を占める。
2014年からは「dramatic create（ドラマティック クリエイト）」ブランドでの展開を行っている。

## 主なソフト
出典は公式サイトによる。

### PCエンジン
- マジクール
- バスティール2
- ぽっぷるメイル
- Jリーグ トリメンダスサッカー'94
- ファイプロ女子 憧夢超女大戦 全女vsJWP
- フォーメーションサッカー95 della セリエA
- プライベート・アイ・ドル
- Go!Go! バーディーチャンス

### PC-FX
- 全日本女子プロレス Queen of Queens
- アニメフリークFX vol.1 - 6
- 女神天国II
- ブルーブレイカー 〜剣よりも微笑みを〜
- ファイアーウーマン纏組
- Piaキャロットへようこそ!!
- ファーストKiss☆物語

### PlayStation
- ブルーブレイカー 〜笑顔の約束〜
  - ブルーブレイカーバースト 〜微笑みを貴方と〜
  - ブルーブレイカーバースト 〜笑顔の明日に〜
- ファイアーウーマン纏組
- ファーストKiss☆物語

SIMPLE1500シリーズ
- THE 恋愛シミュレーション 〜夏色セレブレーション〜
- THE 恋愛シミュレーション2 〜ふれあい〜
- THE 恋愛アドベンチャー おかえりっ!
- THE ギャル麻雀〜LoveSongs アイドルはハイレート〜
- THE 登山RPG 〜銀嶺の覇者〜

### ドリームキャスト
- SEVENTH CROSS
- エスピオネージェンツ
- トリコロールクライシス
- エンジェルプレゼント
- カナリア 〜この想いを歌に乗せて〜
- みずいろ
- パンドラの夢
- 君が望む永遠
- Princess Holiday 〜転がるりんご亭千夜一夜〜
- 白詰草話-EPISODE OF CLOVERS-
- 魔女のお茶会
- あいかぎ〜ひだまりと彼女の部屋着〜
- SNOW
- ショコラ - maid cafe "curio"-
- たまきゅう
- Wind -a breath of heart-
- 月は東に日は西に 〜Operation Sanctuary〜
- バルドフォースEXE

SIMPLE2000DCシリーズ
- BITTERSWEET FOOLS THE 恋愛アドベンチャー
- 夏色セレブレーション THE 恋愛シミュレーション
- THE 恋愛シミュレーション2 〜ふれあい〜
- THE 恋愛アドベンチャー おかえりっ!

### PlayStation 2
- Love Songs アイドルがクラスメ〜ト
- Thread Colors〜さよならの向こう側〜
- みずいろ
- カナリア 〜この想いを歌に乗せて〜
- リプルのたまご
- あいかぎ〜ぬくもりとひだまりの中で〜
- ラブ★スマッシュ!5 〜テニスロボの反乱〜
- Wind -a breath of heart-
- Princess Holiday 〜転がるりんご亭千夜一夜〜
- 放課後のLoveBeat
- 木漏れ日の並木道 〜移り変わる季節の中で〜
- Clover Heart's 〜looking for happiness〜
- LoveSongs♪ADV 双葉理保14歳 〜夏〜
- 月は東に日は西に 〜Operation Sanctuary〜
- LoveSongs♪ADV 双葉理保19歳 〜冬〜
- 魔女っ娘ア・ラ・モード 〜唱えて、恋の魔法!〜
- 家族計画 〜心の絆〜
- メイプルカラーズ 〜決戦は学園祭!〜
- バルドフォースEXE
- Angel's Feather -黒の残影-
- ラムネ 〜ガラスびんに映る海〜
- デュエルセイヴァー ディスティニー
- 乙女的恋革命★ラブレボ!!
- CLANNAD
- はるのあしおと -Step of Spring-
- IZUMO2 猛き剣の閃記
- Soul Link EXTENSION
- あやかしびと－幻妖異聞録－
- VitaminX
- DEAR My SUN!!〜ムスコ★育成★狂騒曲〜
- 夜明け前より瑠璃色な〜Brighter than dawning blue〜
- Fate/stay night [Réalta Nua]

SIMPLE2000シリーズ
- THE パーティーゲーム
- THE テニス
- THE 恋愛アドベンチャー 〜BITTERSWEET FOOLS〜
- THE 女の子のための恋愛アドベンチャー 〜硝子の森〜
- THE ピンボール×3
- THE 友情アドベンチャー 〜炎多留・魂〜
- THE はじめてのRPG 〜伝説の継承者〜
- THE カメラ小僧
- THE 話そう英会話の旅
- THE 話そう韓国語の旅
- THE パーティーゲーム2
- THE 呪いのゲーム
- THE ロボットつくろうぜっ! 激闘!ロボットファイト

SIMPLE2000シリーズ Ultimate
- ラブ★スマッシュ!
  - ラブ★スマッシュ5.1 〜テニスロボの反乱〜
- ラブ★マージャン!
  - ラブ★マージャン!2
- ワンダバスタイル 〜突撃!みっくす生JUICE〜

### PlayStation 4
- ALIA's CARNIVAL! サクラメント プラス （dramatic create）
- アメイジング・グレイス -What color is your attribute?- （dramatic create）
- 恋がさくころ桜どき （dramatic create）
- シンソウノイズ〜受信探偵の事件簿〜 （dramatic create）
- 月に寄りそう乙女の作法 ～ひだまりの日々～ （dramatic create）
- 絆きらめく恋いろは （dramatic create）
- ハロー・レディ! -Superior Dynamis- （dramatic create）

### PlayStation Portable
- アルカナ・ファミリア -La storia della Arcana Famiglia- （販売元：COMFORT）
- アルカナ・ファミリア 幽霊船の魔術師 （販売元：COMFORT）
- アルカナ・ファミリア2 （販売元：COMFORT）
- アルカナ・ファミリア フェスタ・レガーロ （販売元：COMFORT）
- とびだせ!トラぶる花札道中記 （販売元：角川書店）
- SNOW -Portable- （販売元：プロトタイプ）
- ソルフェージュ～Sweet harmony～ （販売元：ガンホー・ワークス）
- あやかしびと-幻妖異聞録-PORTABLE （販売元：ディンプル）
- ハヤテのごとく！！ ナイトメアパラダイス （販売元：コナミデジタルエンタテインメント）
- Piaキャロットへようこそ!! G.P. ～学園プリンセス～　Portable  （販売元：PIACCI）
- (PW)Project Witch （販売元：ガンホー・ワークス）
- LikeLife every hour （販売元：PIACCI）
- MagusTale Eternity　～世界樹と恋する魔法使い～ （販売元：PIACCI）
- 夜明け前より瑠璃色な PORTABLE （販売元：角川書店）
- Canvas3 ～七色の奇跡～ （販売元：PIACCI）
- Lucian Bee's RESURRECTION SUPERNOVA （販売元：5pb.）
- Starry☆Sky～in Spring～Portable（販売元：アスガルド）
- Starry☆Sky～in Summer～Portable（販売元：アスガルド）
- Starry☆Sky～in Autumn～Portable （販売元：アスガルド）
- Starry☆Sky～in Winter～Portable （販売元：アスガルド）
- 咎狗の血 True Blood Portable （販売元：角川書店）
- FAIRY TAIL ゼレフ覚醒（販売元：コナミデジタルエンタテインメント）
- 文明開華 葵座異聞録 再演 （販売元：フリュー）
- 涼風のメルト - days in the sanctuary - （販売元：PIACCI）
- VitaminX Evolution Plus（販売元：ディースリー・パブリッシャー）
- VitaminZ Revolution（販売元：ディースリー・パブリッシャー）
- VitaminXtoZ （販売元：ディースリー・パブリッシャー）
- VitaminZ Graduation （販売元：ディースリー・パブリッシャー）
- 明治東亰恋伽 （販売元：ブロッコリー）
- 美人時計ポータブル
- 大正メビウスラインPORTABLE （dramatic create）
- 越えざるは紅い花 ～大河は未来を紡ぐ～ （dramatic create）

SIMPLE2500シリーズ Portable!!
- THE どこでもギャル麻雀（販売元：ディースリー・パブリッシャー）
- THE テニス（販売元：ディースリー・パブリッシャー）

### PlayStation Vita
- Fate/stay night [Realta Nua] （販売元：角川ゲームス）
- LOVELY QUEST -Unlimited- （販売元：PIACCI）
- 穢翼のユースティア Angel's blessing （dramatic create）
- ものべの -pure smile- （dramatic create）
- プリPia〜プリンスPia♥キャロット〜 （dramatic create）
- OZMAFIA!!-vivace- （dramatic create）
- いろとりどりのセカイ WORLD’S END -RE:BIRTH- （dramatic create）
- ALIA's CARNIVAL! サクラメント （dramatic create）
- POSSESSION MAGENTA（販売元：COMFORT）
- 月に寄りそう乙女の作法 ～ひだまりの日々～ （dramatic create）
- 大正メビウスライン Vitable （dramatic create）
- 赤い砂堕ちる月 （dramatic create）
- 越えざるは紅い花 ～恋は月に導かれる～ （dramatic create）
- アストラエアの白き永遠 -White Eternity- （dramatic create）
- 鳥籠のマリアージュ ～初恋の翼～ （dramatic create）
- 乙女理論とその周辺 -Bon Voyage- （dramatic create）
- オルフレール ～幸福の花束～ （dramatic create）
- ファタモルガーナの館 -COLLECTED EDITION- （dramatic create）
- 時計仕掛けのレイライン -陽炎に彷徨う魔女- （dramatic create）
- 罪喰い ～千の呪い、千の祈り～ for V （dramatic create）
- 大正メビウスライン 帝都備忘録 ハレ （dramatic create）
- 帝國カレイド ―革命の輪舞曲― （dramatic create）
- スチームプリズン -七つの美徳- （dramatic create）
- 学園CLUB 〜ヒミツのナイトクラブ〜 （dramatic create）
- エフェメラル -FANTASY ON DARK- （dramatic create）
- ハロー・レディ! -Superior Dynamis- （dramatic create）
- 桜花裁き 斬 （dramatic create）
- 円環のメモーリア -カケラ灯し- （dramatic create）
- ナツイロココロログ （dramatic create）
- sweet pool （dramatic create）
- 古書店街の橋姫々 （dramatic create）
- 参千世界遊戯 〜Re Multi Universe Myself〜 （dramatic create）
- 紅色天井艶妖綺譚 二藍 （dramatic create）

### ニンテンドーDS
- 七田式トレーニング 右脳鍛錬ウノタンDSシリーズ （販売元：インターチャネル）
  - 七田式トレーニング 右脳鍛錬ウノタンDS 記憶力
  - 七田式トレーニング 右脳鍛錬ウノタンDS 判断力
  - 七田式トレーニング 右脳鍛錬ウノタンDS 集中力
- ピンキーストリートシリーズ（販売元：ディンプル）
  - ピンキーストリート キラキラ☆ミュージックアワー
  - ピンキーストリート キラキラ☆ミュージックナイト
- 極上!!めちゃモテ委員長シリーズ（販売元：コナミデジタルエンタテインメント）
  - 極上!!めちゃモテ委員長 MMタウンでミラクルチェンジ!
  - 極上!!めちゃモテ委員長 ＭＭマイベストフレンド
- ビズ体験DSシリーズ 起業道-飲食（販売元：コクヨ）
- たまごっちコレクション（販売元：バンダイナムコゲームス）
- VitaminX Evolution（販売元：ディースリー・パブリッシャー）
  - VitaminY

等多数
SIMPLE DSシリーズ
- THE パーティーゲーム（販売元：ディースリー・パブリッシャー）

### ニンテンドー3DS
- VitaminX Evolution Plus（販売元：ディースリー・パブリッシャー）
- VitaminZ Revolution（販売元：ディースリー・パブリッシャー）

### Nintendo Switch
- ラブライブ!虹ヶ咲学園スクールアイドル同好会 トキメキの未来地図（販売元：ブシロードゲームズ）

### パソコン
- BLUE BREAKER スクリーンセーバー集
- PUREVEX
- FK☆S デスクトップアクセサリー集 〜第一章〜
  - FK☆S デスクトップアクセサリー集 〜第二章〜
  - FK☆S デスクトップアクセサリー集 〜第三章〜
- 夏色Celebration
- ラブライブ!虹ヶ咲学園スクールアイドル同好会 トキメキの未来地図（販売元：ブシロードゲームズ）

### iOS・Android
- 彼氏募集
- アルカナ・ファミリア コレツィオーネ （mobage）